# Zeitschrift für Frauen-Stimmrecht
Die Zeitschrift für Frauen-Stimmrecht erschien in Wien zwischen 1911 und 1918.